# Stephen Hector Youssef Doueihi
Stephen Hector Youssef Doueihi (ur. 25 czerwca 1927 w Zagharcie, zm. 17 grudnia 2014) – libański duchowny maronicki, posługujący również w Stanach Zjednoczonych. W latach 1997–2004 eparcha eparchii Świętego Marona w Brooklynie. 

## Życiorys
Święcenia kapłańskie przyjął 14 sierpnia 1955 w eparchii Batrun w Libanie. 11 listopada 1996 został mianowany eparchą Brooklynu w USA. Sakry udzielił mu 11 stycznia 1997 kardynał Nasrallah Piotr Sfeir, maronicki patriarcha Antiochii, zwierzchnik Kościoła maronickiego. W czerwcu 2002 osiągnął biskupi wiek emerytalny (75 lat) i złożył rezygnację, która została przyjęta z dniem 10 stycznia 2004. 